# Neustrelitz
Neustrelitz este o comună în districtul Mecklenburg-Strelitz, landul Mecklenburg-Pomerania Inferioară, Germania.

## Localnici importanți
Actrița rusă - americană, Elena Solovei s-a născut la 24 februarie 1947 în Neustrelitz în familia militarului Iakov Abramovici Solovei (1917-2003), originar din Kuleșovk (districtul Klimovici), ofițer artilerist.